# Cluny
Cluny là một xã trong tỉnh Saône-et-Loire, thuộc vùng Bourgogne-Franche-Comté của nước Pháp, có dân số là 4.376 người (thời điểm 1999). Thành phố lớn gần đó (30 km phía đông-nam) là Mâcon. Xã nổi tiếng vì có tu viện Cluny, đã bị phá hủy sau cuộc Cách mạng Pháp.

## Nhân khẩu học
| 1883  | 1962 | 1968 | 1975 | 1982 | 1990 | 1999 |
| ----- | ---- | ---- | ---- | ---- | ---- | ---- |
| 4 540 | 3711 | 3807 | 4343 | 4441 | 4430 | 4376 |